# Caitlin Cronin
Caitlin Cronin, född 22 mars 1995, är en australisk roddare.
Cronin tog brons tillsammans med Ria Thompson, Rowena Meredith och Harriet Hudson i scullerfyra vid olympiska sommarspelen 2020 i Tokyo.